# Pleurophora pungens
Pleurophora pungens là một loài thực vật có hoa trong họ Lythraceae. Loài này được D. Don miêu tả khoa học đầu tiên.